# Cybaster
Cybaster (魔装機神サイバスター Masō Kishin Psybuster?) es un anime de 26 episodios producido por Ashi Productions y Bandai Visual transmitido en Japón desde el 3 de mayo, hasta el 25 de octubre de 1999. La serie fue licenciada y transmitida por el canal Locomotion, en idioma original y subtitulada.
Según la historia narrada, se sitúa en el año 2040 después de un gran desastre en Tokio en el 2029. El personaje principal es Ken Ando, que se une a la compañía DC para ayudar a la reconstrucción. Después un misterioso robot ataca a DC, la organización comienza un proceso de militarización con Ken para aprender sus secretos.
Está basado en los personajes originales y el robot Cybuster de la serie de videojuegos Super Robot Wars.

## Argumento
La historia de Cybaster transcurre en una ciudad de Tokio destruida por una inmensa y desconocida explosión. Pero a pesar de estar destruida, sus habitantes no se resignan a irse de ella, por lo que se creó una organización ocupada de mantener el equilibrio ecológico y reconstruir la ciudad; esta organización fue llamada DC. Su creador, el afamado Doctor Frank, murió poco después de la creación del DC por lo que un nuevo director ocupó su lugar, y esto cambiaría la historia del DC para siempre.
La serie empieza cuando un grupo de jóvenes novatos, llamados el tercer equipo, se une a esta institución para sumarse a los dos equipos ya existentes dentro del DC. Este tercer equipo está conformado por algunos jóvenes bastante particulares, entre los que se destacan Lune Frank, que es la hija del creador del DC, Ken Ando, hijo de un periodista que se encargará de descubrir hasta el más mínimo secreto de la organización en la que entró su hijo y Mizuki Kamiya, amiga de Ken.
El tercer equipo es instruido para manejar unos robots casi inofensivos llamados RT, y su único objetivo es ayudar a la reconstrucción de la ciudad y el cuidado del medio ambiente. Sin embargo, Lune Frank consigue usar un robot muy distinto al de los demás, un robot que fue creado por su padre y que ella considera su legado. Este robot es el Valcyone, un robot muy superior a los simples RT y que no tiene nada de inofensivo. Lune no consigue usar este robot solo por ser la hija del Doctor Frank, lo que realmente convence a sus superiores de que lo debe usar, es la aparición de un monstruo robótico llamado Cybaster.
Con la aparición del Cybaster, el director del DC da la orden de que lo destruyan y moviliza todas sus fuerzas para hacerlo. Sin embargo, Mizuki tiene un encuentro con el piloto del Cybaster y se da cuenta de que no es agresivo y de que este piloto no tiene la intención de dañar a nadie. Esto le trae problemas a Mizuki, pero su amigo Ken y el padre de Ken se encargaran de ayudarla con su gran problema y se meterán en el mayor dilema de sus vidas.

## Lista de episodios
1. Guerra en La Gias
2. El Mensajero Del Viento
3. Valsion
4. Destrucción de Tokio
5. La Gias
6. Entrenamiento Con Armas
7. La Trampa Negra
8. La Tierra Luminosa
9. Combate en el Bosque
10. Huyendo del DC
11. Valsione
12. Los luchadores de Dios
13. Los Espíritus Del Viento y Del Fuego
14. El Escuadrón de Precyons
15. Alas de Guerra
16. La traición
17. Granzon
18. La Divinidad Del Agua
19. Una Trampa en el Fondo Del Lago
20. La Reconciliación
21. Nostalgia
22. Zamjeed
23. Masaki
24. Viaje a otra dimensión
25. La confrontación
26. Ofensa y defensa de La Gias

## Seiyuus
- Katsuaki Arima - Ken Ando
- Kotomi Muto - Lune Frank
- Yuki Masuda - Mizuki Kamiya
- Akira Negishi - Shu
- Fumio Yoshioka - Masaki
- Junpei Morita - Ryuzo
- Kenji Nomura - Izaki
- Naoko Miura - Sapphine
- Ryoko Nagata - Sayuri Ando
- Saburo Kodaka - Itetsu
- Yumiko Kobayashi - Nanase

## Trivia
- La serie está basada en la saga Masou Kishin creada por Banpresto para la saga Super Robot Wars, aunque con una historia bastante alterada. Muchos de los personajes, como por ejemplo, Masaki Ando, tienen un rol diferente o sus nombres han sido cambiados. Muchos de los mechas fueron rediseñados y las armas que poseían en los juegos han sido removidas; por ejemplo, el Psybuster en Super Robot Wars tiene una espada. Se cree que dicho elemento fue removido para evitar similitudes con el Escaflowne de La visión de Escaflowne.
- La serie de anime fue distribuida con diferentes nombres. El nombre del anime en Japón es Masou Kishin Psybuster, pero en América fue rebautizada como Cybuster (Cybuster Tokyo 2040 en su distribución en VHS y DVD en Norteamérica) o Cybaster (su transmisión en televisión en América Latina, España y Portugal). Con este último nombre también se han distribuido figuras de acción.